# Kerinci (langue)
Pour les articles homonymes, voir Kerinci.

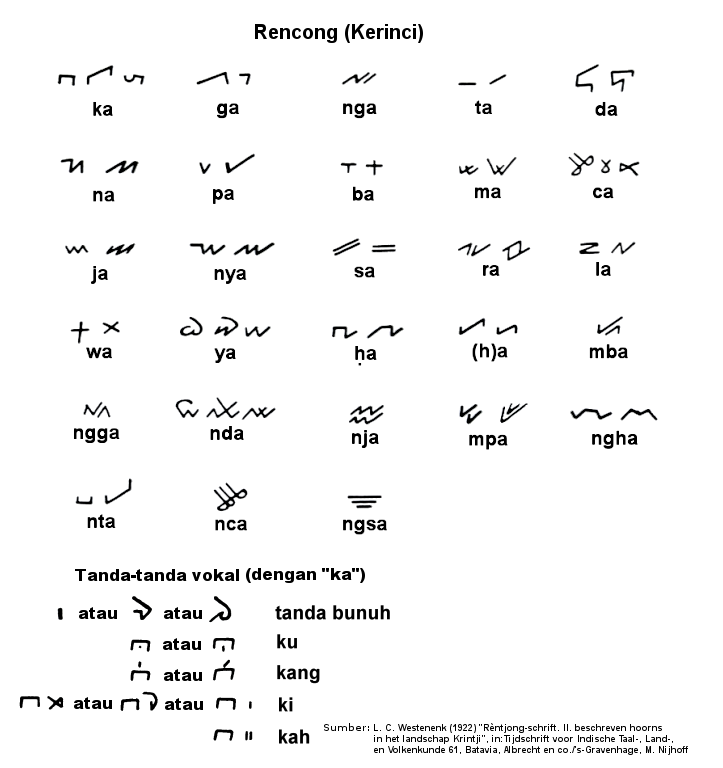
L'alphabet rencong

La langue kerinci est une langue malayo-polynésienne parlée dans l'île de Sumatra en Indonésie. Ses locuteurs sont au nombre de 260 000 (2000) et habitent le kabupaten de Kerinci, dans la région montagneuse de la partie occidentale de la province de Jambi.
Jusqu'au XVIIIe siècle, elle s'écrivait dans un alphabet propre, appelé « rencong » ou "incung".

## Classification
Le kerinci fait partie du groupe malais des langues malaïques.